# Jean-Gabriel Martell
Pour les articles homonymes, voir Martell (homonymie).
Jean-Gabriel Martell est un homme politique français né le 13 juillet 1789 à Cognac (Charente) et mort le 15 février 1887 à Cognac

## Biographie
Fils du négociant Jean Martell et de Suzanne Elisabeth Félicité Rasteau, petit-fils de Jean Martell et arrière petit-fils de Jacques Rasteau, Jean-Gabriel Martell est le cousin germain et beau-frère de Théodore Martell. Il épouse la fille de Jacques Hennessy.
Négociant en cognac (Martell), maire de Cognac, il est député de la Charente de 1846 à 1848. La révolution de 1848 met à fin à sa carrière politique. 
Il est l'oncle d’Édouard Martell, député et sénateur de la Charente.

## Sources
- « Jean-Gabriel Martell », dans Adolphe Robert et Gaston Cougny, Dictionnaire des parlementaires français, Edgar Bourloton, 1889-1891 [détail de l’édition]